# Заклетва (филм)
Заклетва је југословенски ТВ филм снимљен 1974. године. Режирао га је Ђорђе Кадијевић који је написао и сценарио.

## Улоге
| Глумац              | Улога |
| ------------------- | ----- |
| Петар Божовић       | Вуко  |
| Танасије Узуновић   |       |
| Жарко Бајић         |       |
| Светлана Благојевић |       |
| Љубомир Ћипранић    | Јокан |
| Зоран Ранкић        | Домар |
| Мирослав Читаковић  |       |
| Петар Лупа          |       |
| Богољуб Петровић    |       |
| Јанез Врховец       |       |
| Горан Султановић    |       |